# In My Mind
In My Mind – debiutancki solowy album studyjny Pharrella Williamsa. Data jego wydania przekładana była kilkakrotnie, ostatecznie wydany został 25 lipca 2006 roku nakładem wytwórni Star Trak Entertainment. Na płycie znalazło się 15 autorskich nagrań Pharrella, a gościnnie pojawiają się:  Gwen Stefani, Slim Thug, Snoop Dogg, Jay-Z, Nelly, Kanye West, Pusha T oraz Lauren. Stylistycznie album In My Mind można podzielić na 2 części: hiphopową - z mocnymi, ostrymi podkładami i wsparciem raperów, oraz część R&B - romantyczną i balladową.
Album zadebiutował na 3. miejscu listy Billboard 200, sprzedając się do marca 2014 roku w liczbie 406 tysięcy egzemplarzy (według Nielsen SoundScan). Główny singiel, „Can I Have It Like That” z gościnnym udziałem Gwen Stefani, doszedł do 49. miejsca na liście Hot 100. W 2007 roku album był nominowany do nagrody Grammy w kategorii: Best Rap Album, jednak wyróżnienie to otrzymał Ludacris za krążek Release Therapy.

## Lista utworów
Lista według AllMusic:
| Nr  | Tytuł utworu                   | Gościnnie                  | Długość |
| --- | ------------------------------ | -------------------------- | ------- |
| 1.  | „Can I Have It Like That”      | Gwen Stefani               | 3:55    |
| 2.  | „How Does It Feel?”            |                            | 3:35    |
| 3.  | „Raspy Shit”                   |                            | 3:34    |
| 4.  | „Best Friend”                  |                            | 4:40    |
| 5.  | „You Can Do It Too”            | Jamie Cullum               | 5:22    |
| 6.  | „Keep It Playa”                | Slim Thug                  | 4:18    |
| 7.  | „That Girl”                    | Snoop Dogg, Charlie Wilson | 4:01    |
| 8.  | „Angel”                        |                            | 2:44    |
| 9.  | „Young Girl/I Really Like You” | Jay-Z                      | 8:13    |
| 10. | „Take It Off (Dim the Lights)” |                            | 4:07    |
| 11. | „Stay with Me”                 | Pusha T                    | 4:06    |
| 12. | „Baby”                         | Nelly                      | 4:06    |
| 13. | „Our Father”                   |                            | 3:27    |
| 14. | „Number One”                   | Kanye West                 | 3:56    |
| 15. | „Show You How to Hustle”       | Lauren London              | 4:13    |
|     |                                |                            | 1:04:17 |

## Listy notowań

### Listy tygodniowe
| Kraj              | Lista                            | Pozycja |
| ----------------- | -------------------------------- | ------- |
| Australia         | ARIA Charts                      | 15      |
| Austria           | Ö3 Austria Top 40                | 41      |
| Belgia            | Ultratop (Flandria)              | 5       |
| Belgia            | Ultratop (Walonia)               | 28      |
| Finlandia         | The Official Finnish Charts      | 27      |
| Francja           | SNEP                             | 29      |
| Holandia          | Dutch Album Top 100              | 3       |
| Japonia           | Oricon Albums Chart              | 8       |
| Norwegia          | VG-lista                         | 9       |
| Nowa Zelandia     | Official New Zealand Music Chart | 13      |
| Stany Zjednoczone | Billboard 200                    | 3       |
| Stany Zjednoczone | Top R&B/Hip-Hop Albums           | 2       |
| Szkocja           | Official Charts Company          | 12      |
| Szwecja           | Sverigetopplistan                | 34      |
| Wielka Brytania   | UK Albums Chart                  | 7       |
| Wielka Brytania   | UK Download Albums               | 9       |
| Wielka Brytania   | UK Physical Albums               | 7       |
| Włochy            | FIMI                             | 12      |

### Listy na koniec roku
| Kraj              | Lista                  | Pozycja |
| ----------------- | ---------------------- | ------- |
| Stany Zjednoczone | Billboard 200          | 190     |
| Stany Zjednoczone | Top R&B/Hip-Hop Albums | 51      |

## Certyfikaty
- Wielka Brytania British Phonographic Industry: srebrna płyta (28 lipca 2006)[37]